# Embalse del Dañador
El embalse del Dañador es un embalse construido en el cauce del río Dañador, en el término municipal de Montizón, en la provincia de Jaén, al sur de España. Se ubica dentro en la comarca de El Condado. La capacidad del embalse es de 4,3 hm³.

## Usos
- Pesca
- Abastecimiento
- Caudal ecológico
- Pícnic[1]

## Entorno natural
El entorno del embalse está catalogado como Lugar de Interés Comunitario. Además está acogido al plan de especial protección del medio físico de la Junta de Andalucía (PEPMF).
Geología
El paisaje está compuesto por materiales del carbonífero, principalmente rocas metamórficas (pizarras), dominado por colinas y superficies de aplanamiento.
Flora y fauna
Cuenta con cerca de un 10 % de vegetación climácica, es decir, sin afectación antrópica, predominando el bosque de coníferas, que convive con cultivos, principalmente de olivar. Sus comunidades vegetales y faunísticas han sido catalogadas.
Área recreativa
En el entorno del embalse se ubica el área recreativa Las Torrecillas, que dispone de una zona señalizada para juegos deportivos, barbacoas, mesas y asientos, y aparcamientos.
En su entorno existe vegetación como eucaliptos, pinos carrascos y un ejemplar de ciprés de Arizona.

## Historia
Con su construcción en 1965 se pretendían resolver los problemas de abastecimiento de agua potable de los más de 25.000 habitantes de la comarca de El Condado. Ninguna población ni vivienda se llegó a ver afectada por las aguas del embalse tras su construcción.